# Bob Peterson
 (juillet 2025).
Bob Peterson (né en janvier 1961, Wooster, Ohio) est un animateur, scénariste, réalisateur et acteur. 
Nommé aux Oscars pour le scénario de Le Monde de Nemo, Bob Peterson est coréalisateur de Là-haut, un film de Pixar qui sortit en 2009. Il est aussi la voix de Germaine dans Monstres et Cie, de Dug et Alpha dans Là-Haut et de Mr. Raie dans Le Monde de Nemo.

## Filmographie

### Réalisateur
- 2009 : Là-haut co-réalisateur avec Pete Docter
- 2019-2020 : Fourchette se pose des questions (en) (série de courts-métrages)
- 2021 : Bienvenue chez Doug (en) (série de courts-métrages) coréalisé avec Edward Asner

### Scénariste
- 2003 : Le Monde de Nemo avec Andrew Stanton et David Reynolds
- 2003 : Exploring the Reef (documentaire) avec Jeff Pidgeon et Roger L. Gould
- 2009 : Là-haut avec Pete Docter (scénario et histoire originale) et Tom McCarthy (histoire originale)
- 2015 : Le Voyage d'Arlo (concept et développement originaux) et histoire originale avec Peter Sohn, Meg LeFauve, Erik Benson et Kelsey Mann
- 2016 : Le Monde de Dory avec Angus MacLane (scénario complémentaire)
- 2017 : Cars 3 avec Kiel Murray et Mike Rich
- 2019-2020 : Fourchette se pose des questions
- 2020 : Soul histoire et scénario complémentaire avec Ronnie del Carmen
- 2021 : Bienvenue chez Doug (en)

### Acteur
- 1997 : Le Joueur d'échecs : Geri
- 2001 : Monstres et Cie : Roz
- 2002 : Monstres et Cie : Roz
- 2003 : Le Monde de Nemo : M. Raie
- 2003 : Le Monde de Nemo : M. Raie
- 2004 : Les Indestructibles : voix additionnelles
- 2004 : Bob l'éponge, le film : Karen
- 2006 : Cars : voix additionnelles
- 2007 : Finding Nemo Submarine Voyage : M. Raie
- 2008 : Tokyo Martin : voix additionnelles
- 2009 : Tracy : Terry Cane
- 2009 : Là-haut : Doug et Alpha
- 2009 : Doug en mission spéciale : Doug et Alpha
- 2009 : George et A.J. : Doug
- 2010 : Martin se la raconte : voix additionnelles (1 épisode)
- 2010 : Toy Story 3 : voix additionnelles
- 2012 : Kinect Rush: A Disney Pixar Adventure - Snapshot : Doug
- 2013 : Monstres Academy : Roz
- 2016 : Le Monde de Dory : M. Raie

### Animateur
- 1995 : Toy Story
- 1998 : 1 001 pattes
- 1999 : Toy Story 2